# Tony Rüegg
Tony Rüegg (...) è un ex bobbista svizzero.

## Biografia
Viene ricordato come vincitore di una medaglia di bronzo nella sua disciplina, vittoria avvenuta ai campionati mondiali del 1981 (edizione tenutasi a Cortina d'Ampezzo, Italia) insieme ai connazionali Erich Schärer, Max Rüegg e Josef Benz
Nell'edizione l'oro andò alla Germania, l'argento all'altra nazionale svizzera. L'anno successivo ai mondiali del 1982 vinse un'altra medaglia di bronzo, sempre nel bob a quattro.